# Arjewa
Arjewa (nep. अर्जेवा) – gaun wikas samiti w zachodniej części Nepalu w strefie Dhawalagiri w dystrykcie Baglung. Według nepalskiego spisu powszechnego z 2001 roku liczył on 484 gospodarstwa domowe i 1993 mieszkańców (1150 kobiet i 843 mężczyzn).